# Culicoides superfluthecus
Culicoides superfluthecus är en tvåvingeart som beskrevs av Yu och Li 1986. Culicoides superfluthecus ingår i släktet Culicoides och familjen svidknott. Inga underarter finns listade i Catalogue of Life.